# Eutetrapha cinnabarina
Eutetrapha cinnabarina là một loài bọ cánh cứng trong họ Cerambycidae.